# NK Graničar Slavonski Šamac
NK Graničar je nogometni klub iz Slavonskog Šamca.

## Povijest
Graničar je osnovan 1912. godine, te je jedan od najstarijih nogometni klubova u Republici Hrvatskoj.
Trenutačno se natječe u 1. ŽNL Brodsko-posavskoj.
| Hrvatski nogometni klubovi osnovani prije završetka Prvog svjetskog rata | Hrvatski nogometni klubovi osnovani prije završetka Prvog svjetskog rata                                                    |
| ------------------------------------------------------------------------ | --- |
|                                                                          | |
| 1903.                                                                    | ŠK Panonija Karlovac • PNIŠK • ŠK Trenk Karlovac • HAŠK Zagreb • Academia Zagreb                                            |
|                                                                          | |
| 1906.                                                                    | HNK Segesta Sisak • Concordia Zagreb                                                                                        |
|                                                                          | |
| 1907.                                                                    | NK Zelina • NK Slaven Koprivnica • Croatia Zagreb • Viktorija Zagreb                                                        |
|                                                                          | |
| 1908.                                                                    | ŠK Adria Karlovac • ŠK Athena Karlovac • NK Bjelovar • ŠK Olimpija Karlovac • NK Podravac Virje • NK Virovitica • NK Zagreb |
|                                                                          | |
| 1909.                                                                    | Ilirija Zagreb • KŠK • NK Marsonia Slavonski Brod • VGŠK                                                                    |
|                                                                          | |
| 1910.                                                                    | ŠK Columbia Karlovac • NK Zmaj Zadar • NK Sloga Nova Gradiška • HŠK Svačić Petrinja                                         |
|                                                                          | |
| 1911.                                                                    | HNK Hajduk • Građanski Zagreb • NK Opatija                                                                                  |
|                                                                          | |
| 1912.                                                                    | ŠK Frankopan Karlovac • NK Graničar Slavonski Šamac • HNK Trogir • HRŠD Anarh • KFŠK                                        |
|                                                                          | |
| 1913.                                                                    | NK Dinara Knin • NK Šparta Elektra Zagreb • ŠK Šparta Karlovac • HŠK Slaven Zagreb                                          |
|                                                                          | |
| 1914.                                                                    | NK Željezničar Zagreb • Uskok Vranjic                                                                                       |
|                                                                          | |
| 1916.                                                                    | NK Junak Sinj • Slavija Osijek                                                                                              |
|                                                                          | |
| 1918.                                                                    | Slavija Zagreb • HNK Vinkovci • NK Zrinski Stari Grad                                                                       |
|                                                                          | |
| Popis hrvatskih nogometnih klubova                                       | |

| Hrvatski nogometni klubovi osnovani prije završetka Prvog svjetskog rata | Hrvatski nogometni klubovi osnovani prije završetka Prvog svjetskog rata                                                    |
| ------------------------------------------------------------------------ | --- |
|                                                                          | |
| 1903.                                                                    | ŠK Panonija Karlovac • PNIŠK • ŠK Trenk Karlovac • HAŠK Zagreb • Academia Zagreb                                            |
|                                                                          | |
| 1906.                                                                    | HNK Segesta Sisak • Concordia Zagreb                                                                                        |
|                                                                          | |
| 1907.                                                                    | NK Zelina • NK Slaven Koprivnica • Croatia Zagreb • Viktorija Zagreb                                                        |
|                                                                          | |
| 1908.                                                                    | ŠK Adria Karlovac • ŠK Athena Karlovac • NK Bjelovar • ŠK Olimpija Karlovac • NK Podravac Virje • NK Virovitica • NK Zagreb |
|                                                                          | |
| 1909.                                                                    | Ilirija Zagreb • KŠK • NK Marsonia Slavonski Brod • VGŠK                                                                    |
|                                                                          | |
| 1910.                                                                    | ŠK Columbia Karlovac • NK Zmaj Zadar • NK Sloga Nova Gradiška • HŠK Svačić Petrinja                                         |
|                                                                          | |
| 1911.                                                                    | HNK Hajduk • Građanski Zagreb • NK Opatija                                                                                  |
|                                                                          | |
| 1912.                                                                    | ŠK Frankopan Karlovac • NK Graničar Slavonski Šamac • HNK Trogir • HRŠD Anarh • KFŠK                                        |
|                                                                          | |
| 1913.                                                                    | NK Dinara Knin • NK Šparta Elektra Zagreb • ŠK Šparta Karlovac • HŠK Slaven Zagreb                                          |
|                                                                          | |
| 1914.                                                                    | NK Željezničar Zagreb • Uskok Vranjic                                                                                       |
|                                                                          | |
| 1916.                                                                    | NK Junak Sinj • Slavija Osijek                                                                                              |
|                                                                          | |
| 1918.                                                                    | Slavija Zagreb • HNK Vinkovci • NK Zrinski Stari Grad                                                                       |
|                                                                          | |
| Popis hrvatskih nogometnih klubova                                       | |